# 2019 GC6
2019 GC6 är en potentiellt farlig asteroid som går nära jorden i dess bana runt solen. Asteroiden upptäcktes av NASAs Catalina Sky Survey den 9 april 2019, några dagar innan den gjorde sitt första observerade pass genom cislunarregionen på ett avstånd av ca 219 000 km, vilket motsvarar något mer än hälften av det genomsnittliga avståndet från jorden till månen.
Asteroidens dimensioner uppskattas ligga mellan 7,5 - 30 meter och har jämförts med storleken av ett hus. När den passerade jorden den 18 april 2019 hade den en hastighet av ca 20 300 km/h.